# Universität Mbarara
Die Universität Mbarara der Wissenschaft und Technik (Mbarara University of Science and Technology, kurz MUST) ist eine Universität in der Stadt Mbarara im Distrikt Mbarara in Uganda.

## Geschichte
Die Universität wurde per Gesetzesbeschluss im Oktober 1989 als zweite öffentliche Universität Ugandas nach der Makerere-Universität gegründet. Sie bestand zunächst nur aus einer medizinischen Fakultät und wurde  1995 und 1998 um eine naturwissenschaftliche sowie eine Fakultät für Entwicklungsstudien erweitert. Zudem wird im Bwindi Impenetrable National Park ein Institut für den Erhalt des Tropenwalds (Institute of Tropical Forest Conservation) betrieben. Das neueste Institut ist das Institut für Informatik.

## Organisation
Die MUST wird von einem Vizekanzler, der von einem stellvertretenden Vizekanzler unterstützt wird, geleitet; der Kanzler hat repräsentative und symbolische Aufgaben. Sie ist in fünf Fakultäten gegliedert:
- Medizin
- Naturwissenschaften
- Entwicklungswissenschaft
- Tropical Forest Conservation
- Informatik